# Karen A. Cerulo
Karen A. Cerulo (25 de enero de 1957, Perth Amboy, Nueva Jersey) es una socióloga estadounidense especializada en el estudio de la cultura, la comunicación y la cognición. Actualmente, es profesora de sociología en la Universidad Rutgers y editora del Foro Sociológico, la revista emblemática de la Sociedad Sociológica del Este. De 2009 a 2010, desempeñó el cargo de Presidenta de la Asociación Americana de sociología de la sección de Cultura, y, desde 1999, ha dirigido la sección de la Cultura y la Red de Cognición. Su libro Diseños de Identidad: Las Vistas y Sonidos de una Nación ganó el premio al mejor libro de 1996. Cerulo es exvicepresidenta de la Sociedad Sociológica del Este. En 2013, fue nombrada titular de la cátedra Robin M. Williams Jr de la Sociedad Sociológica del Este y ganó el Premio al Mérito en el mismo año.

## Trayectoria
Obtuvo su B.A. de la Universidad de Rutgers, graduándose summa cum laude en 1980. Recibió su M.A. (1983) y Ph.D. (1985) en Sociología de la Universidad de Princeton. Su disertación se tituló "Solidaridad social y sus efectos en la comunicación musical: un análisis empírico de los himnos nacionales".
Cerulo fue profesora asistente de sociología en SUNY Stony Brook de 1985 a 1990. Se unió a la facultad de la Universidad de Rutgers en el otoño de 1990. En 1994, recibió el Premio de la Escuela de Artes y Ciencias por Contribuciones Distinguidas a la Educación de Pregrado. En 2012, ganó el "Premio Scholar-Teacher" de la universidad, un honor otorgado a los profesores que han realizado contribuciones sobresalientes tanto en investigación como en docencia. Presidió el departamento de sociología de Rutgers de 2009 a 2012.

## Contribuciones

### Estructuras simbólicas y comunicación
Gran parte del trabajo de Cerulo gira en torno a los sistemas de símbolos y su papel en la comunicación. Estudia los sistemas verbales y no verbales, incluidos el lenguaje, la música, las imágenes gráficas y los olores. Mientras que la mayoría de analistas se enfoca en el contenido de los símbolos, Cerulo prioriza la estructura simbólica. Define la estructura simbólica como la organización espacial o temporal de las partes constituyentes de un símbolo, es decir. las formas en que se combinan colores y formas en imágenes visuales o notas, sonidos, olores o palabras que se secuencian temporalmente en mensajes musicales, olfativos o verbales. Cerulo argumenta que la estructura, al igual que el contenido, conlleva significado para quienes crean y reciben mensajes basados en símbolos. Por lo tanto, es importante entender cómo la estructura simbólica resuena con aquellos involucrados en el proceso de comunicación. Cerulo desarrolla esta agenda en varios artículos y dos de sus libros: Diseños de identidad: Las miradas y los sonidos de una nación y Descifrando la violencia: la Estructura de lo Correcto e Incorrecto.
Estos trabajos destacan dos hallazgos importantes. Primero, Cerulo muestra que ciertas estructuras simbólicas están asociadas con reacciones predecibles de aquellos que reciben mensajes. Al descubrir y comprender estos patrones, argumenta, uno puede mejorar enormemente la efectividad de la comunicación. En segundo lugar, demuestra que las estructuras de símbolos varían en formas predecibles de acuerdo con las condiciones socioculturales bajo las cuales se producen o proyectan. Factores contextuales como la heterogeneidad cultural, la estabilidad política o social, las estructuras de poder existentes, los sistemas dominantes de intercambio económico, las normas profesionales de expresión, la naturaleza de los vínculos sociales o los niveles de "enfoque colectivo" están todos asociados con ciertas variantes de la estructura simbólica. (El enfoque colectivo es un concepto desarrollado por Cerulo para medir los puntos de atención a los que se dirige un cuerpo colectivo en un momento dado). Algunos describen el trabajo de Cerulo sobre comunicación simbólica como una "demostración de ingenio de investigación", que "hace contribuciones importantes a debates sobre significado y medición". Además, "sus respuestas a preguntas sobre cómo y no qué símbolos se comunican merece la atención de todos los estudiosos que trabajan en la sociología de la cultura y la antropología simbólica ".
En línea con su interés en la comunicación simbólica, Cerulo ha desarrollado una serie de indicadores cuantitativos que capturan la esencia de las estructuras simbólicas. Por ejemplo, sus medidas de estructura musical capturan elementos de movimiento melódico, armónico y rítmico, ornamentación y disonancia. Sus medidas de imágenes gráficas capturan niveles de densidad, contraste y distorsión. Al tratar con los aromas, ella mide la diversidad, el contraste y el orden temporal de los componentes aromáticos. Estas medidas permiten clasificar la complejidad relativa de las estructuras de símbolos. Como resultado, las medidas de Cerulo hacen que los objetos culturales, como pinturas, logotipos, himnos, canciones e incluso perfumes, sean fuentes accesibles de datos de ciencias sociales, susceptibles de los métodos analíticos más rigurosos del campo. El desarrollo de estas medidas le valió a Cerulo el reconocimiento como "un pionero metodológico en la investigación simbólica".

### Medios de comunicación
Además de estudiar las herramientas de comunicación, Cerulo también está interesada en los medios de comunicación. Ha escrito extensamente sobre las formas en que las nuevas tecnologías de comunicación pueden cambiar las definiciones y las percepciones de los actores sociales, los grupos sociales y los sitios de acción apropiados. También problematiza la distinción entre comunicación directa y mediada y explora los contextos en los que la conexión social y la cohesión social se desarrollan en lugar de la copresencia física. Su trabajo "presenta una tipología sofisticada de formas de interacción que va más allá de simples dicotomías como directo versus mediado".

### Diálogo entre la neurociencia cognitiva y la sociología cognitiva
En los últimos años, Cerulo ha trabajado para establecer un diálogo entre la neurociencia cognitiva y la sociología cognitiva. Su colección editada, Cultura en la mente: hacia una sociología de la cultura y la cognición, así como varias obras de crítica sugieren vínculos viables entre el enfoque de estas disciplinas a la conceptualización y esquematización, habituación y atención, nutrición y apego, estilos cognitivos y almacenamiento en la memoria. El libro de Cerulo No se sabe como: Desafíos culturales para imaginar lo peor también trata sobre esta temática. En ella, se basa en dos ideas científicas cognitivas, la creación de prototipos y la gradación de la pertenencia, para explicar un fenómeno sociocultural que ella llama "asimetría positiva", es decir un optimismo ciego asociado con un desprecio por los escenarios del peor de los casos. El trabajo de Cerulo documenta la naturaleza generalizada de la asimetría positiva, el seguimiento de su influencia en eventos clave en el ciclo de vida, los sitios de trabajo y juego, y en las organizaciones y burocracias que estructuran la vida social. 
Ella muestra que, si bien las definiciones de lo mejor y lo peor cambian con el tiempo y el lugar, la tendencia a priorizar lo mejor es más bien constante. La mayoría de las comunidades mantienen prácticas culturales (lo que ella llama "eclipsar", "nublar" y "reformular") respecto a los materiales de antecedentes que tratan sobre los peores casos o conceptos negativos. Su trabajo también identifica ciertas condiciones estructurales bajo las cuales es más o menos probable que se usen estas prácticas culturales. "En una audaz extrapolación, Cerulo argumenta que esta calificación individual se recapitula en la cognición cultural". Sugiere que las prácticas culturales asociadas con la asimetría positiva aprovechan la propensión del cerebro hacia el pensamiento asimétrico. Las prácticas toman la mecánica de las operaciones del cerebro humano y codifican ese proceso en un sesgo experiencial mucho más específico y especializado. El trabajo de Cerulo concluye revisando las consecuencias útiles y debilitantes de la asimetría positiva. También cuestiona si este fenómeno altamente arraigado puede alguna vez (o debería) corregirse.  
El experto en organizaciones Karl Weick dice del libro: "Este libro es una adición bienvenida a una literatura ya creciente sobre los peores casos ... Lo que Cerulo agrega a esta mezcla es un mecanismo, un catálogo de prácticas culturales que dificultan a las personas imaginar lo peor, una gama más amplia de escenarios en los que se desarrolla este desequilibrio, esfuerzos iniciales para caracterizar escenarios donde la simetría negativa es aceptable y alentadora, insistencia en que los detalles únicos de los peores casos son importantes y una sólida base en el nivel individual de análisis con el principio cognitivo de la "gradación de pertenencia". La periodista Barbara Ehrenreich calificó el libro de "notable" ya que "relata varias maneras en que el hábito del pensamiento positivo ... socava la preparación e invita al desastre". Fue el tema de una sesión de "El autor se encuentra con los críticos" en la Reunión Anual 2008 de la  Asociación Americana de Sociología.  
En un esfuerzo por destacar las críticas de Cerulo a las agendas de optimismo presentadas en libros como El secreto de Rhonda Byrne, el escritor John Gravois inició una campaña en la revista Slate para que Cerulo fuera entrevistada en el programa de Oprah Winfrey. "El secreto nos dice que visualicemos los mejores escenarios y eliminemos los negativos de nuestras mentes", escribió Gravois. "Never Saw It Coming dice que eso es lo que hemos estado haciendo todo el tiempo, y que incluso nos sorprenden los desastres más previsibles por eso".

## Publicaciones seleccionadas
- Cerulo, Karen A. (2018). "Scents and Sensibilities: Olfaction, Sense-making and Meaning Attribution." American Sociological Review 83(2): 361-389.
- Cerulo, Karen and Janet M. Ruane.  (2014)  "Apologies of the Rich and Famous: Social, Cultural and Cognitive Explanations of Why We Care and Why We Forgive."  Social Psychology Quarterly 77: 2: 123-149.
- Cerulo, Karen A.  (2010)  "Mining the Intersections of Cognitive Sociology and Neuroscience." Poetics 38: 2: 115-132.
- Cerulo, Karen A.  (2009) "Non-Humans in Social Interaction."  Annual Review of Sociology vol. 35: 531-552.
- Cerulo, Karen A.  (2006)  Never Saw It Coming: Cultural Challenges to Envisioning the Worst.  Chicago: University of Chicago Press. ISBN 0226100332.

- Cerulo, Karen  A.  (2002)  Culture in Mind: Toward A Sociology of Culture and Cognition.  New York/London: Routledge. ISBN 041592944X.

- Cerulo, Karen A.  (1998)  Deciphering Violence: The Cognitive Structure of Right and Wrong.  New York/London: Routledge. ISBN 0415917999.

- Cerulo, Karen A. and Ruane, Janet M.  (1998)  "Coming Together: New Taxonomies for the Analysis of Social Relations." Sociological Inquiry 68: 3: 398-425.
- Cerulo, Karen  A.  (1995)  Identity Designs: The Sights and Sounds of A Nation.  The Arnold and Caroline Rose Book Series of the American Sociological Association.  New Brunswick, NJ: Rutgers University Press.  ISBN 0813522110.